# Koalition (Politik)
Eine Koalition (von lateinisch coalitio ‚Zusammenwachsen‘, ‚Vereinigung‘, ‚Zusammenschluss‘) in der Politik ist ein temporäres Bündnis politischer Parteien, politischer Gruppierungen und Parlamentsfraktionen.
Parteien koalieren in vielen Staaten miteinander, um eine stabile Regierung zu bilden (Regierungskoalition). Dies ist nötig, wenn – wie oft in politischen Systemen mit Verhältniswahlrecht – eine Partei oder Fraktion allein nicht über die dafür nötige absolute Mehrheit der Abgeordneten im Parlament verfügt. Koalitionen müssen allerdings nicht zwangsweise über parlamentarische Mehrheiten verfügen, auch Minderheitsregierungen, die sich auf Koalitionen stützen, sind in einigen politischen Systemen üblich. Diese Regierungen müssen bei jeder einzelnen Abstimmung Mehrheiten auch jenseits der Koalitionsparteien zu erzielen suchen und gelten daher als instabiler.
Der Gegenbegriff zur Koalitionsregierung ist die Alleinregierung (Einparteienregierung).

## Zustandekommen von Koalitionen
Vor der Wahl können Parteien Koalitionsaussagen treffen, um zu signalisieren, mit welcher oder welchen anderen Partei(en) sie sich nach der Wahl eine gemeinsame Regierung vorstellen können. Koalitionsaussagen können auch negativ sein. Das heißt, Parteien schließen Koalitionen mit bestimmten Parteien aus. Solche Koalitionsaussagen sind nicht rechtlich bindend.

### Formateur
Koalitionsverhandlungen können auf unterschiedliche Weise initiiert werden. In manchen Systemen, etwa in Österreich, beauftragt das Staatsoberhaupt offiziell einen Formateur damit, mögliche Regierungsbündnisse auszuloten. Der Formateur wird nicht zwingend aus der Partei mit den meisten Mandaten bestimmt, vor allem dann nicht, wenn sich abzeichnet, dass andere Parteien eher Mehrheiten organisieren können. In der Praxis wird überwiegend zuerst der Formateur im Parteichef respektive Spitzenkandidaten der Partei mit den meisten Mandaten mit der Regierungsbildung beauftragt, typischerweise vom Staatsoberhaupt oder vom Parlament.

### Sondierung
In anderen politischen Systemen, wie in Deutschland, gibt es keine solchen formalen Aufträge, und die Parteien handeln frei untereinander mögliche Bündnisse aus. Als erster Schritt hierfür können so genannte Sondierungsgespräche stattfinden, in denen zunächst grobe inhaltliche Aspekte für eine mögliche gemeinsame Koalition ausgelotet werden. Sind diese Gespräche erfolgreich und somit die Parteien grundsätzlich zu einer Zusammenarbeit bereit, folgen formelle Koalitionsverhandlungen.
Diese Form in der Regierungsbildung wurde anlässlich der Regierungsbildung 1999/2000 von Bundespräsident Klestil als neue Usance in der österreichischen Innenpolitik eingeführt und ist seitdem auch dort üblich.

### Regierungsverhandlung (Koalitionsverhandlung)
Die Regierungsverhandlung ist dann der eigentliche Regierungsbildungsprozess. Hier werden durch Verhandlungsteams sowohl das inhaltliche Regierungsprogramm als auch die Regierungsmannschaft (das Kabinett), also die einzelnen Posten der neuen Regierung und ihre Besetzung, ausverhandelt. Diese Gespräche münden heutzutage häufig in einen schriftlich fixierten Koalitionsvertrag, der dann für die Zeit der Regierung politisch (allerdings nicht rechtlich) bindend sein soll. Die Detailliertheit der dort festgelegten politischen Maßnahmen variiert stark.

### Scheitern der Regierungsverhandlungen
Scheitern die Regierungsverhandlungen im ersten Anlauf, beginnt der Prozess von neuem, das heißt, die Parteien loten andere Koalitionsmöglichkeiten aus. In Systemen mit Formateur wird, wenn dieser alle seine Optionen ausgeschöpft hat, auch die jeweils nächststärkste Partei zur Regierungsbildung beauftragt.
Erst wenn alle Möglichkeiten der Regierungsbildung ausgeschöpft sind, werden Neuwahlen notwendig.
Staatsrechtlich kann das Staatsoberhaupt auch jemanden gänzlich anderen mit der Regierungsbildung beauftragen. Dies geschieht beispielsweise auch nach dem Scheitern einer Regierung durch einen Misstrauensantrag, sodass der Regierungschef nicht im Amt bleiben kann, wenn bis zur nächsten Wahl keine andere demokratische Legitimation für einen Nachfolger vorliegt. Dann wird beispielsweise eine parteilose Regierung (Beamten-, Expertenregierung) als Übergangsregierung gebildet. Sie muss aber das Einverständnis des Parlaments genießen, ihre Koalitionen für die Gesetzgebungsmehrheiten also im „freien Spiel“ der parlamentarischen Kräfte finden.

## Ausprägung der Koalition

### Koalitionsvertrag
Durch den Abschluss eines Koalitionsvertrages zwischen zwei oder mehreren Parteien, begründet mit der Absicht, eine Regierungskoalition zu bilden, wird die mittel- bis langfristige Zusammenarbeit einer Koalitionsregierung während der nächsten Legislaturperiode geregelt. Der Koalitionsvertrag gibt gewöhnlich einen Überblick über die geplanten Gesetzesvorhaben der von der Koalition gestützten Regierung. Zudem können Koalitionsverträge den Zuschnitt und die Aufteilung der Ministerien unter den Regierungspartnern beinhalten. Manche Koalitionsverträge beinhalteten auch Regelungen, wie Koalitionsparteien Konfliktfälle lösen, zum Beispiel durch die Benennung eines Koalitionsausschusses. Es gibt keine gesetzlichen Grundlagen für einen Koalitionsvertrag, sodass die Parteien vollständig frei sind, diesen zu formulieren. Der Koalitionsvertrag kann, muss aber nicht nach Abschluss veröffentlicht werden.

### Partei des Regierungschefs
Weithin üblich, aber nicht zwingend, ist, dass die Partei, die unter den Koalitionsparteien die meisten Stimmen errungen hat, den Regierungschef stellt. Gerade im Fall einer großen Koalition, wenn die Parteien vergleichbar stark sind, ist dieses Prinzip umstritten. Das Israelische Koalitionsmodell löst diesen Konflikt durch den Wechsel des Regierungschefs zur Mitte der Wahlperiode auf.

## Koalitionstypen
Die Koalitionstheorie unterscheidet verschiedene Koalitionstypen, zum Beispiel die minimale Gewinnkoalition (minimal winning coalition), oder Koalition der knappsten Mehrheit (smallest size coalition), die übergroße Koalition oder die minimale verbundene Gewinnkoalition (minimal connected winning coalition). Einige Theorien der Koalitionsbildung sind – ohne Rücksicht auf politische Inhalte – rein ämterorientiert (politik-blind) wie das Konzept der minimalen Gewinnkoalition. Andere Theorien berücksichtigen auch Distanzen politischer Ideologien, etwa das Konzept der minimalen verbundenen Gewinnkoalition.

### Deutschland
Verschiedene in Deutschland bereits auf Bundes- oder Länderebene aufgetretene Konstellationen sind die schwarz-rote Koalition, rot-grüne Koalition, rot-rot-grüne Koalition, schwarz-gelbe Koalition, sozialliberale Koalition (Rot-Gelb), Ampelkoalition (Rot-Gelb-Grün), schwarz-rot-gelbe Koalition, Kenia-Koalition (schwarz-rot-grün), rot-rote Koalition oder schwarz-grüne Koalition. Andere Begriffe kamen im Rahmen von Diskussionen nach Wahlen auf, die entsprechende Mehrheiten ermöglicht hätten (siehe Hauptartikel).

### Österreich
Echte Koalitionen gab es früher in Österreich nur auf Bundesebene. Sie sind weitaus die häufigere Form: Alleinregierungen gab es in der Republik – bis auf die Zeit des Austrofaschismus (VF unter Dollfuß/Schuschnigg) – nur kurzlebig um 1930 (CS/Schwarze unter Streeruwitz, Vaugoin) und in den späten 1960er und frühen 1970er Jahren (ÖVP/Schwarze unter Klaus und SPÖ/Rote unter Kreisky). Auch unter den Koalitionen haben bisher nur diese beiden Parteien Regierungen gebildet, und lange Zeit nur untereinander koaliert (Große Koalition nach österreichischem Verständnis), ausgenommen die kurze NSDAP-Beteiligung unter Seyß-Inquart kurz vor dem Anschluss und kurze KPÖ-Beteiligung in der provisorischen Staatsregierung Renner 1945. Die erste „kleine Koalition“ nach 1945 gab es 1983, als die SPÖ unter Fred Sinowatz eine Koalition mit der FPÖ unter Norbert Steger einging, welche später von Vranitzky übernommen und gekündigt wurde. 2000 (ÖVP unter Wolfgang Schüssel mit FPÖ/Blaue resp. BZÖ/Orange) und wieder 2017 (ÖVP unter Kurz mit FPÖ), sowie 2019 (ÖVP mit den Grünen) wurde jeweils eine kleinere Partei an der Regierung beteiligt.
Die in den Koalitionen ausgehandelten Besetzungen der Bundesminister sind von großer Bedeutung, weil diese in ihrer Amtsführung weitgehend weisungsfrei sind, der Bundeskanzler als Regierungschef ist nur ein primus inter pares im Ministerrat als oberstem beschlussfassenden Organ der Administrative, das aber nur allgemeine Leitlinien vorgibt.
Das Proporzsystem in den österreichischen Bundesländern, wonach die parteiliche Zusammensetzung der Landesregierung dem Mandatsverhältnis im Landtag entspricht, ist in Vorarlberg schon 1923 und seit dem Ende der 1990er Jahre in mehreren weiteren Ländern abgeschafft worden. 2015 entstanden beispielsweise im Burgenland (Rot-Blau) und in der Steiermark (Schwarz-Rot) erstmals echte Koalitionsregierungen. Sonst gibt es koalitionsähnliche Vereinbarungen im Sinne reiner Willensbekundungen, über den Proporz hinaus eine gemeinsame Linie zu verfolgen. Ein Beispiel dafür war die Schwarz-Grüne „Koalition“ ab 2003 im Proporzsystem in Oberösterreich.
Die Landesräte (die Mitglieder der Landesregierungen) können mit der Besorgung einzelner Aufgaben der Landesverwaltung betraut werden (außer in Wien), müssen aber nicht, sodass in der Praxis die Angehörigen der Proporzparteien meist ohne sonderliche politische Gestaltungsmöglichkeit bleiben. Der Proporz sollte zwar die Zusammenarbeit aller gewählten Parteien fördern, erschwerte aber ab den 1980er Jahren in den Bundesländern ohne deutlicher Mehrheit einer Partei das Erstellen der Regierungsprogramme und eine effiziente Regierungsarbeit.
Auf Gemeindeebene gilt allgemein der Proporz. Hier ist die Stellung der Partei des Bürgermeisters im Gemeinderat noch stärker, weil es insbesondere in den Landgemeinden meist nur wenige geschäftsführende Gemeinderäte gibt.

### Schweiz
Die Schweiz kennt keine formellen Koalitionen. Allfällige Absprachen und Zusammenarbeiten werden je nach Thema bzw. von Wahl zu Wahl oder Abstimmung zu Abstimmung – sowohl bei Volkswahlen und Volksabstimmungen als auch im National- und Ständerat – vorgenommen. Als häufige Allianzen gelten die Vernunft- oder Armenien-Koalition (SP, FDP, Die Mitte – nach den Parteifarben und der Flagge Armeniens) und die bürgerliche Koalition (SVP, FDP, Die Mitte). Die Nennung einer Koalition nach Flaggenfarben, wie „Armenien“ siehe oben, wird in der Schweiz, im Gegensatz zu Deutschland, nicht verwendet. Wenn die beiden wählerstärksten Parteien SP (links) und SVP (rechts) zusammen die Mitteparteien überstimmen, wird dies als unheilige Allianz bezeichnet. In der 50. Legislaturperiode des Nationalrats standen sich zunehmend das rechtsbürgerliche Lager (SVP, FDP) und das Mitte-links-Lager (Die Mitte, SP, Grüne) gegenüber.
| Parteien                                            | Häufigkeit  | Häufigkeit |
| Parteien                                            | (2015–2019) | (2019–)    |
| --------------------------------------------------- | ----------- | ---------- |
| Bürgerliche Koalition (SVP, FDP, Die Mitte)         | 34,5 %      | 33,8 %     |
| Koalition gegen die SVP (SP, FDP, Die Mitte, Grüne) | 25,4 %      | 29,2 %     |
| Mitte-links-Koalition (SP, Die Mitte, Grüne)        | 5,8 %       | 9,0 %      |
| Sozialliberale Koalition (SP, FDP, Grüne)           | 2,2 %       | 4,8 %      |
| Links-grüne Koalition (SP, Grüne)                   | 0,1 %       | 1,7 %      |
| Unheilige Allianz (SVP, SP, Grüne)                  | 1,2 %       | 1,0 %      |
| Rechtsbürgerliche Koalition (SVP, FDP)              | 8,6 %       | 0,5 %      |
| Konservative Koalition (SVP, Die Mitte)             | 2,5 %       | 0 %        |
| Stand: Oktober 2020                                 |             |            |

## Beurteilung
Die Bildung von politischen Bündnissen in Form von Wählervereinigungen oder politischen Parteien wurde von Theoretikern der Demokratie häufig negativ bewertet. Man befürchtete, dass organisierte Interessengruppen sich der Regierung und des Staates bemächtigten und dass anstelle des Gemeinwohls partikulare Interessen verfolgt würden (z. B. Jean-Jacques Rousseau und James Madison).